# Benediktinerkloster Madiran
Das Benediktinerkloster Madiran bestand vom 12. bis zum 17. Jahrhundert und von 1934 bis 1952 in Madiran im Département Hautes-Pyrénées in Frankreich.

## Geschichte
In Madiran bestand ab 1130 ein Benediktinerkloster (gegründet von der Abtei Saint-Pierre in Marcilhac-sur-Célé), das von 1625 bis 1776 den Jesuiten gehörte. Durch die Französische Revolution geriet es in Verfall. Im 20. Jahrhundert standen nur noch die Klosterkirche Sainte-Marie (inzwischen Pfarrkirche) und eine Ruine. Deren Besitzer lud die Benediktinerabtei En-Calcat zu einer Wiederbesiedelung ein. 1932/1934 kamen die ersten Mönche. 1939 wurde das Priorat unabhängig. 1941 wurde ein Noviziat eingerichtet, das erheblichen Zulauf hatte, so dass das Kloster 1946 zur Abtei erhoben wurde. Platzmangel und Dürre führten 1952 zum Wechsel nach Tournay, wo die Benediktinerabtei Tournay noch heute besteht.
Gleichzeitig zum Männerkloster wurde 1934 das Benediktinerinnenkloster Madiran gegründet.